# Dominików
Dominików – część wsi Barcice w Polsce, położona w województwie małopolskim, w powiecie nowosądeckim, w gminie Stary Sącz, licząca obecnie 13 domów i ok. 45 stałych mieszkańców. Oddalona jest o 3 km na południe od centrum wsi. Graniczy od strony południowej i zachodniej z Rytrem. Osiedle położone jest na wysokiej terasie Popradu, na wysokości 335–340 m n.p.m.
W latach 1975–1998 Dominików administracyjnie należał do województwa nowosądeckiego.
Tradycyjnie za Dominików uznaje się tereny położone pomiędzy dwoma potokami bezimiennymi: większy z nich, który wypływa z Połomi, stanowi częściowo granicę od strony południowej z Rytrem aż do torów kolejowych. Mniejszy potok wypływa z okolic Pierzwi i stanowi północną granicę osiedla. Dominików graniczy z innymi osiedlami/przysiółkami Barcic: z Zabroniem od północy i z Facimiechem poprzez rzekę Poprad od wschodu.

## Nazwa
Dlaczego dla tej części Barcic urobiła się taka nazwa? Według jednej z hipotez, nazwa "Dominików" to pamiątka po Dominiku, który władał tymi terenami przed laty. Tak jak Kraków pochodzi od Kraka a Lwów od Lwa, tak i nazwa Dominików miała powstać od Dominika. Jest to jednak mało prawdopodobne, gdyż na tych terenach nie było prywatnej własności przed XIX wiekiem. Inna z hipotez to legenda o klasztorze dominikanów, o czym szerzej w podrozdziale "Legenda".
Jak się wydaje, najtrafniejsza jest wersja upatrująca powstanie tej nazwy w podziale nieruchomości rolnych, zastosowanym w tzw. katastrze józefińskim z 1787 roku. Podzielono wtedy ziemię na rustykalną, będącą wówczas w posiadaniu chłopów, i dominikalną (dominialną), będącą we władaniu pańskim lub rządowym. I właśnie ów podział wykreował, jak się wydaje, nazwę dla tego skrawka ziemi (dominikalny, dominikalna = Dominików). Wątek ten zostanie rozwinięty w podrozdziale "Historia".

## Legenda
Z Dominikowem związana jest legenda o istnieniu w tym miejscu lub w pobliżu klasztoru dominikanów. Klasztor miał być drewniany, wybudowany nad brzegiem Popradu. Wezbrane wody rzeki zniszczyły budynek, zabierając jego resztki ze swoim nurtem. Wiele wieków później na wysokości kamieniołomu w Barcicach świnie wygrzebały z błota dzwon kościelny. Istnieje również inna wersja tej legendy, bardziej popularna. Otóż według przekazów starszych ludzi z okolicy, klasztor dominikanów (albo kościół) istniał na Zabroniu, pod lasem Sadzonka. Był to teren podmokły i dlatego klasztor z biegiem lat miał się zapaść pod ziemię. W miejscu klasztoru pojawiło się jeziorko. Kilkaset lat później wypuszczone na żer świnie wydobyły z błota dzwon kościelny. Działo się to prawdopodobnie na przełomie XIX i XX w. Nie wiadomo, co stało się z dzwonem. Być może uda się to ustalić w toku dalszych poszukiwań. Zwolennicy tej opowieści twierdzą, iż pamięć po klasztorze dominikanów miała przetrwać w nazwie osiedla – Dominików.

## Historia
Trudno dziś odpowiedzieć na pytanie, kiedy na te tereny dotarło trwałe osadnictwo, które w sposób ciągły przetrwało po dziś dzień. Gdy w związku z przyrostem ludności w Barcicach zaczęło brakować ziemi, zarębnicy wyruszyli zdobywać nowe tereny pod role. W przypadku Dominikowa proces ten mógł zakończyć się najpóźniej w 2 poł. XVIII wieku. Zarębnicy zdobywali wówczas nowe areały ziemi za przyzwoleniem dworu, oficjalnie lub potajemnie. W tym miejscu warto przytoczyć historię z połowy XVIII wieku, kiedy to okoliczni chłopi toczyli boje z dworem o wyrobione potajemnie role na górze Wdżary. Wówczas komisja gruntowa dekretem z 1755 roku, wystawionym we dworze barcickim, przyznała owe role dworowi. Jako uzasadnienie podano, że wszystkie okoliczne lasy należały do dworu, więc i nielegalnie wyrobione role powinny należeć do dworu.
Czy taka sytuacja mogła mieć miejsce w odniesieniu do Dominikowa? Raczej nie, gdyż są to tereny przylegające bezpośrednio do ówczesnego traktu, prowadzącego na Węgry. W związku z tym nie mogło być mowy o potajemnym karczunku lasu przez chłopów. Inicjatywa musiała leżeć po stronie dworu, zwłaszcza że folwarki rozwijały się wówczas dynamicznie, nie tylko poprzez zabór ziemi chłopskiej, ale też poprzez pozyskiwanie nieuprawianych, zalesionych dotychczas terenów.
Warto dodać, że na współczesnych mapach Dominików często "odcinany" jest od Barcic i gminy Stary Sącz na rzecz Rytra. Już pobieżny rzut oka na mapę katastralną czy współczesną geodezyjną utwierdza nas w przekonaniu, że Dominików mógł należeć kiedyś do Rytra. Poza tym graniczył bezpośrednio z ziemiami folwarku ryterskiego, co jeszcze bardziej uprawdopodabnia tę tezę. Ziemie te mogły tworzyć jeden organizm gospodarczy.
Trwałe osadnictwo ma swój początek w Dominikowie od roku 1787, kiedy to w ramach kolonizacji józefińskiej osiedlono tutaj dwie rodziny niemieckie. Wcześniej, bo w 1785 roku, zlikwidowano starostwo barcickie, a ziemie należące do folwarków przeszły na własność rządową (tzw. kamery). Fakt osadzenia w Dominikowie kolonistów potwierdza, że ziemie te były wcześniej pańskie. Okoliczni chłopi, czy to ryterscy czy barciccy, mogli odrabiać w Dominikowie pańszczyznę. Prawdopodobnie późniejsza przynależność tych ziem do Barcic ma związek z akcją osadniczą. Granice zachodnią ról przeznaczonych dla kolonistów wyznaczono jakby od linijki, by spełnić wymagania obszarowe określone w patencie o osadnictwie z 1781 roku. Prawie 2/3 areału rolnego w Dominikowie przeznaczono na utworzenie dwóch kolonii. Pozostała część była użytkowana przez rolników w Rytra i Barcic. Kolonie oznaczono numerami 55 i 56. Należą one obok gospodarstw kolonistów na Sapieńcu do najstarszych w Barcicach. Nie udawało się zwykle utrzymać kolonii w jednych rękach przez dłuższy czas. Osadnicy przenosili się z miejsca na miejsce, wciąż poszukując lepszej ziemi dla siebie.
Kompletne dane o tym, kto mieszkał w tych koloniach w Dominikowie mamy dopiero z połowy XIX wieku. Według dokumentów uwłaszczeniowych dla Barcic z 1854 roku, w pierwszej kolonii mieszkała rodzina Berstlingów, w drugiej rodzina Weberów, przy czym nastąpiła zmiana numeru na 81, co może świadczyć o upadku kolonii o numerze 56. Role Berstlingów biegną prostopadle do drogi, Weberów zaś równolegle. Posiadali wspólne, olbrzymie pastwisko za Popradem, na Facimiechu. Dominików aż do pocz. XX wieku stanowił część niwy Zabronie.
Podczas epidemii cholery w 1873 roku zmarło kilku mieszkańców Dominikowa. W 1876 roku oddano do użytku kolej tarnowsko-leluchowską, przebiegającą także przez Dominików. Na potrzeby kolei wywłaszczono po kilkadziesiąt arów od kilku gospodarzy. W 1930 roku tragiczny w skutkach pożar strawił budynki gospodarcze i dom mieszkalny. W płomieniach zginął 4-letni chłopiec.
Tutejsze rodziny osadników niemieckich były wyznania rzymskokatolickiego, wobec czego szybciej uległy polonizacji. Proces ten w znacznej mierze ułatwiło zawieranie małżeństw między osadnikami i okoliczną ludnością. Dawne kolonie ulegały podziałowi, powstawały nowe domy. Rodzina Berstlingów mieszka w Dominikowie po dziś dzień, zaś Weberowie "wykruszyli" się ostatecznie w 1956 roku.
W Dominikowie nie ma znaczniejszych zabytków. Po Weberach pozostała jednak piwnica kamienna z 1902 roku, pierwotnie ze sklepieniem półkulistym, do lat 80. kryta strzechą.
Elektryczność dotarła do Dominikowa w 1958 roku. W tym samym roku wielka powódź uszkodziła główną drogę, zabierając z nurtem betonowy mostek na bezimiennym potoku z północnej strony Dominikowa. Poważnie zagrożone były również tory kolejowe, ale udało się je w porę uratować, umacniając nasyp kamieniami zrzucanymi bezpośrednio z wagonów. Poprad zabrał też lipy przydrożne na odcinku dwustu metrów.
Pod koniec lat 50. XX w. wyasfaltowano główną drogę, biegnącą doliną Popradu. Dzieci uczęszczają do szkoły w Barcicach. Na początku lat 60. zaczął kursować autobus. W latach 60. wybudowano w Dominikowie mur oporowy (który okoliczna ludność nazywa tamą), chroniąc drogę i tory kolejowe od groźnego Popradu. Uregulowano bieg rzeki, przesuwając koryto kilkadziesiąt metrów na wschód. Do tego czasu istniał nad Popradem duży obóz cygański. Budowa tamy, regulacja i umacnianie brzegów Popradu zlikwidowały uciążliwe dla mieszkańców sąsiedztwo.
Niebezpieczne dla Dominikowa były ostatnie powodzie z lat 1997 i 2001. Wezbrane wody Popradu były bezpośrednim zagrożeniem dla kilku domów mieszkalnych. W 2006 roku obfite opady deszczu spowodowały wystąpienie z brzegów małego, niepozornego, bezimiennego potoku (północnego) w Dominikowie. Podtopieniu uległy dwa domy. Naniesiony żwir i błoto usuwano kilkanaście dni.